# Kaburagi Ryogo
Ryogo Kaburagi (sinh ngày 23 tháng 3 năm 1989) là một cầu thủ bóng đá người Nhật Bản.

## Sự nghiệp câu lạc bộ
Ryogo Kaburagi đã từng chơi cho YSCC Yokohama.